# Червоногвардійська селищна рада
Червоногварді́йська се́лищна ра́да — орган місцевого самоврядування у складі Кіровської міської ради Луганської області. Адміністративний центр — селище міського типу Червоногвардійське.

## Загальні відомості
- Червоногвардійська селищна рада утворена в 1955 році.
- Територія ради: 0,8 км²
- Населення ради: 2 321 особа (станом на 2001 рік)
- Територією ради протікає річка Комишуваха.

## Населені пункти
Селищній раді підпорядковані населені пункти:
- смт Червоногвардійське
- с-ще Криничне
- с-ще Тавричанське

## Склад ради
Рада складається з 16 депутатів та голови.
- Голова ради: Малько Вячеслав Валентинович
- Секретар ради: Складанюк Лариса Володимирівна

### Керівний склад попередніх скликань
| ПІБ                          | Основні відомості                                                        | Дата обрання | Дата звільнення |
| ---------------------------- | ------------------------------------------------------------------------ | ------------ | --------------- |
| Малько Вячеслав Валентинович | Селищний голова, 1974 року народження, освіта вища, безпартійний         | 26.03.2006   | 31.10.2010      |
| Малько Вячеслав Валентинович | Селищний голова, 1974 року народження, освіта вища, член Партії регіонів | 31.10.2010   |                 |

Примітка: таблиця складена за даними джерела

### Депутати
За результатами місцевих виборів 2010 року депутатами ради стали:

#### За суб'єктами висування
| Суб'єкт висування           | Кількість обраних депутатів | %    |
| --------------------------- | --------------------------- | ---- |
| Партія регіонів             | 12                          | 75   |
| Самовисування               | 3                           | 18,8 |
| Комуністична партія України | 1                           | 6,3  |

#### За округами
| № округу                    | Прізвище, ім'я, по батькові    | Дата визнання обраним | Освіта                    | Партійна приналежність            | Відомості про обраного депутата                                                                    |
| --------------------------- | ------------------------------ | --------------------- | ------------------------- | --------------------------------- | -------------------------------------------------------------------------------------------------- |
| Комуністична партія України |                                |                       |                           |                                   | |
| 1                           | Кабочкін Юрій Єгорович         | 04.11.2010            | Освіта вища               | член Комуністичної партії України | пенсіонер                                                                                          |
| Партія регіонів             |                                |                       |                           |                                   | |
| 2                           | Кострикова Надія Степанівна    | 04.11.2010            | Освіта середня спеціальна | член Партії регіонів              | Поліклініка № 3 Кіровське територіальне медичне об'єднання, старша медична сестра                  |
| 3                           | Цебро Галина Володимирівна     | 04.11.2010            | Освіта вища               | член Партії регіонів              | Поліклініка № 3 Кіровське територіальне медичне об'єднання, лікар-педіатр, завідувачка поліклініки |
| 4                           | Целухін Василь Петрович        | 04.11.2010            | Освіта середня            | член Партії регіонів              | приватний підприємець                                                                              |
| 6                           | Лобко Надія Михайлівна         | 04.11.2010            | Освіта середня спеціальна | член Партії регіонів              | навчально-виховний комплекс № 18 м. Кіровськ, секретар                                             |
| 7                           | Чумакова Людмила Миколаївна    | 04.11.2010            | Освіта середня            | член Партії регіонів              | приватний підприємець                                                                              |
| 9                           | Навроцька Антоніна Миколаївна  | 04.11.2010            | Освіта середня спеціальна | член Партії регіонів              | навчально-виховний комплекс № 18 м. Кіровськ, вихователь                                           |
| 10                          | Складанюк Лариса Володимирівна | 04.11.2010            | Освіта вища               | член Партії регіонів              | Червоногвардійська селищна рада, секретар                                                          |
| 12                          | Цебро Алла Олексіївна          | 04.11.2010            | Освіта середня            | член Партії регіонів              | Кіровський територіальний центр, соціальний робітник                                               |
| 13                          | Ципордєй Марина Володимирівна  | 04.11.2010            | Освіта вища               | член Партії регіонів              | Клуб с. Криничне, директор                                                                         |
| 14                          | Шевчук Петро Миколайович       | 04.11.2010            | Освіта середня спеціальна | член Партії регіонів              | тимчасово не працює                                                                                |
| 15                          | Шевчук Павло Миколайович       | 04.11.2010            | Освіта середня спеціальна | член Партії регіонів              | тимчасово не працює                                                                                |
| 16                          | Зарецька Антоніна Кузьмівна    | 04.11.2010            | Освіта вища               | член Партії регіонів              | МКП Кіровське бюро технічної інвентаризації, головний бухгалтер                                    |
| Самовисування               |                                |                       |                           |                                   | |
| 5                           | Журавльова Юлія Ігорівна       | 04.11.2010            | Освіта вища               | позапартійна                      | ТОВ Аспекта-ІМ, керівник групи збуту                                                               |
| 8                           | Серпокрилов В'ячеслав Юрійович | 04.11.2010            | Освіта вища               | позапартійний                     | Луганська обласна організація Національного форуму профспілок України, голова                      |
| 11                          | Калінін Сергій Олександрович   | 04.11.2010            | Освіта вища               | позапартійний                     | Слідчий відділ, слідчий                                                                            |